# Alfred Schlosser

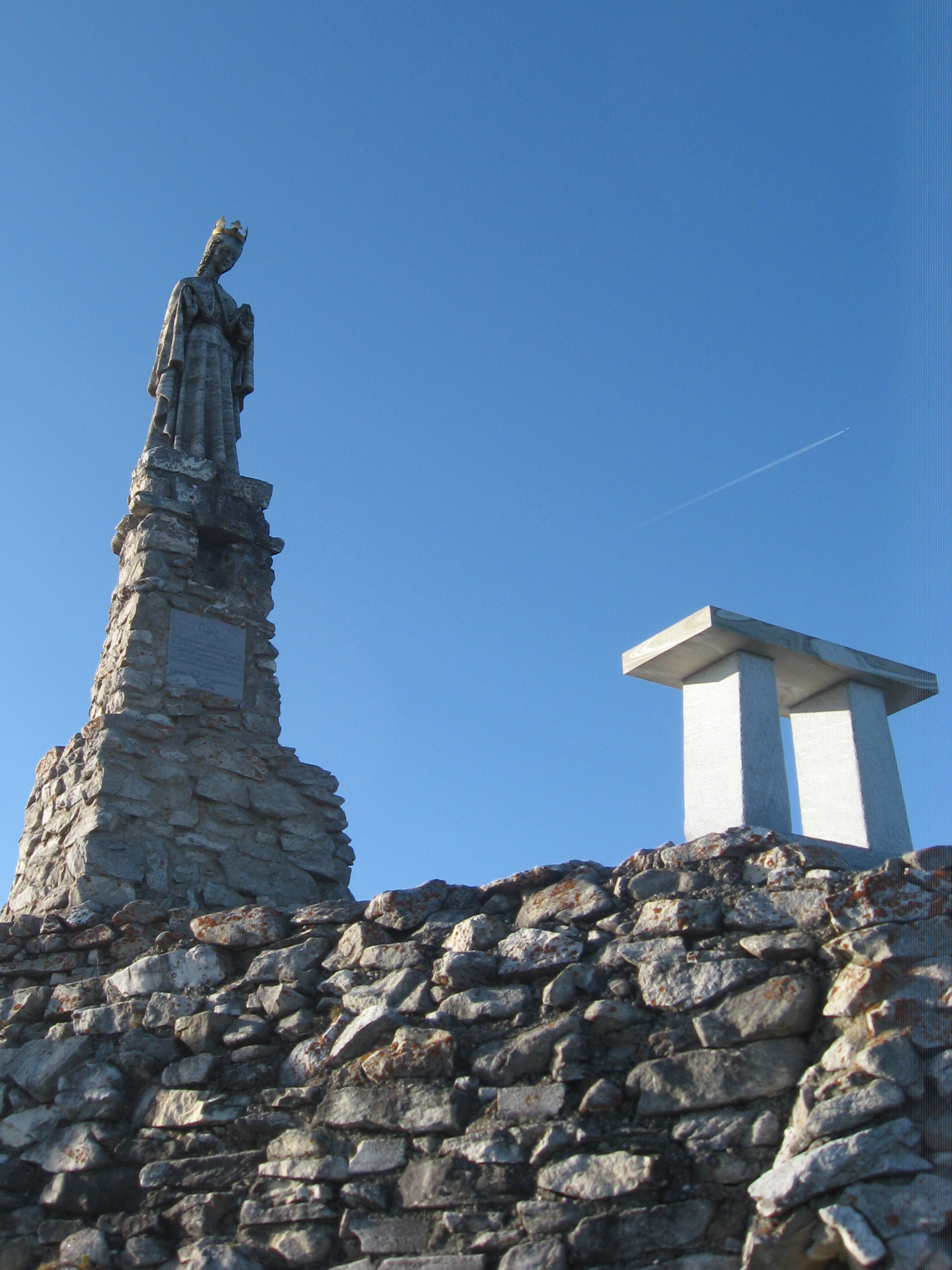
Wölkerkogel-Madonna (1954)

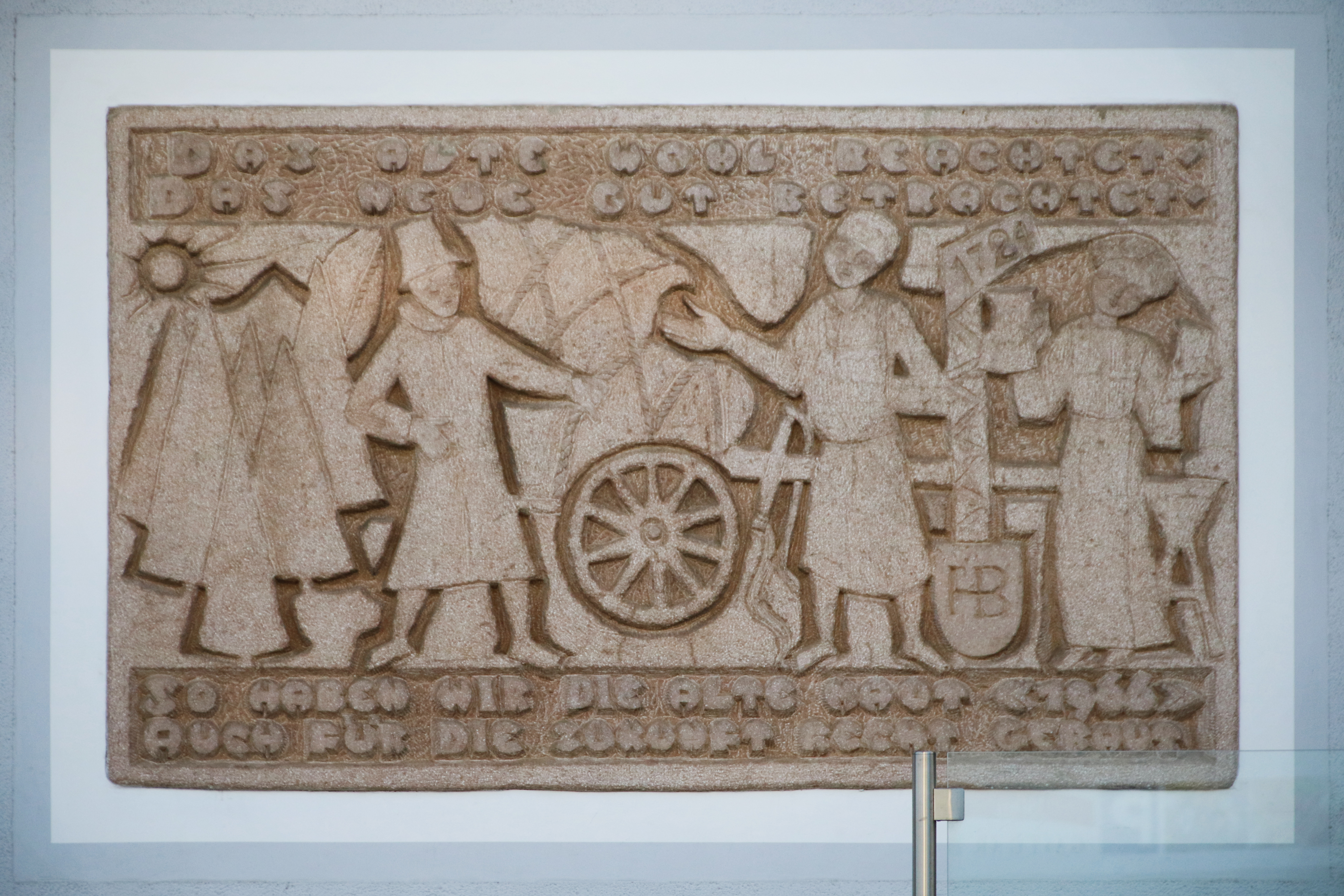
Wandrelief in Seiersberg (1966)

Alfred Schlosser (* 31. März 1929 in Kowald, Steiermark; † 10. April 2023 in Graz) war ein österreichischer akademischer Bildhauer. Sein vornehmlich religiöses Werk mit etlichen Heiligenfiguren umfasst unter anderem Bildstöcke, Kriegerdenkmäler und Wandreliefs und prägt insbesondere seinen weststeirischen Heimatbezirk Voitsberg. Zu seinen meistbeachteten Schöpfungen gehören etwa die Madonna auf dem Wölkerkogel, der Eduard-Walcher-Brunnen am Marktplatz von Ligist oder der Frauenbrunnen in Geistthal.

## Leben
Alfred Schlosser kam 1929 als erstes von sechs Kindern einer Bauernfamilie in Kowald bei Voitsberg zur Welt. Er besuchte die Volks- und Hauptschule in Voitsberg und wurde von seinem Vater, einem  Viehhändler, streng katholisch erzogen. Schlosser fertigte schon als Jugendlicher zahlreiche Stein- und Holzschnitzereien an, sein Talent wurde jedoch erst 1947 von einem Sommergast entdeckt, der ihm eine professionelle Ausbildung empfahl. Sein Vater hingegen hatte ein Theologiestudium für den Sohn vorgesehen. Schlosser besuchte die Kunstgewerbeschule Graz, wo Walter Ritter und Alexander Silveri zu seinen Lehrern zählten.
Erster Arbeitgeber und Sponsor des jungen Künstlers war Rudolf Bauer, Inhaber der Röhren- und Pumpenbaufabrik Bauer in Köflach. Im Frühjahr 1954 nahm Schlosser an der Jugendbiennale in Görz teil, wo er für seine Steinplastik „Maria Goretti“ den mit 30.000 Lire dotierten Preis der Stadt Triest erhielt. Unter Mitwirkung des Malers und Bildhauers Franz Weiss gestaltete er im selben Jahr die Madonnenstatue auf dem Wölkerkogel, die bis heute eines seiner bekanntesten Werke ist. Eine erste Ausstellung mit Skulpturen und Scheibenreliefs des Bildhauers fand in der Buchhandlung Kollegger in Voitsberg statt. 1959 heiratete Schlosser seine Frau Irmgard, mit der er sich in Krottendorf ansiedelte, wo sich bis heute auch seine Arbeitsstätte befindet. In den folgenden Jahren und Jahrzehnten erhielt er zahllose Aufträge von Gemeinden, Vereinen und Bauern. Der leidenschaftliche Fotograf und Hobbyfilmer hat die meisten seiner Kunstwerke als Dias oder auf Film festgehalten.
Schlosser starb am 10. April 2023 im Alter von 94 Jahren. Er hinterließ seine Ehefrau Irmgard.

## Werk
Alfred Schlossers vielseitiges Werk verteilt sich auf die gesamte Steiermark. Vereinzelt finden sich seine Kunstwerke im Kärntner Lavanttal. Neben einer Vielzahl von Bildstöcken schuf der Künstler Brunnen, Kriegerdenkmäler, Wandreliefs, Freiplastiken sowie Gestaltungselemente in Kapellen, Kirchen und Aufbahrungshallen. Als Werkstoff nutzte Schlosser bis 1980 vor allem selbst hergestellten Kunstsandstein, danach hauptsächlich heimischen Marmor, etwa aus Salla oder Kainach, wobei er die Blöcke persönlich in den Steinbrüchen auswählte.
Ein großes Vorbild für seine Skulpturen und Reliefs sieht Schlosser in der Gotik der französischen Kathedralen. Er trage in seinen Figuren jedoch nicht Urelemente mittelalterlicher Kunst weiter, sondern mache sie durch seine eigene künstlerische Haltung „glaubwürdig“.
Literarische Inspiration bezieht Schlosser aus den Werken von Gertrud von le Fort, die sich etwa in seiner Marienverehrung äußern, oder von Kunsthistoriker Hans Sedlmayr, dessen Ablehnung der Abstraktion er teilt. 
Die Kleine Zeitung berichtete 1958 über den jungen Bildhauer und bezeichnete ihn als „Prediger in Stein“, der seine christliche Weltanschauung in seinen Werken festhalte. In einem Ausstellungskatalog von 1988 hieß es, es gelinge dem Künstler „Szenen naiver Innigkeit“ zu meißeln.
Das Werk des Weststeirers enthält zahlreiche Symbole, beispielsweise den Tod als Trommler in einem als „Bärnbacher Totentanz“ beschriebenen Wandrelief am Bankgebäude in Bärnbach.
Kritische Stimmen meinten, Schlossers Werk sei „streng und nicht zeitgemäß“. Außerdem befand der Künstler selbst, er bekomme wenig Aufträge kirchlicher Institutionen, weil diese sein Schaffen „zu kritisch“ sähen.
Die folgende Auflistung enthält Werke Schlossers, die bis 1998 im öffentlichen Raum entstanden sind.

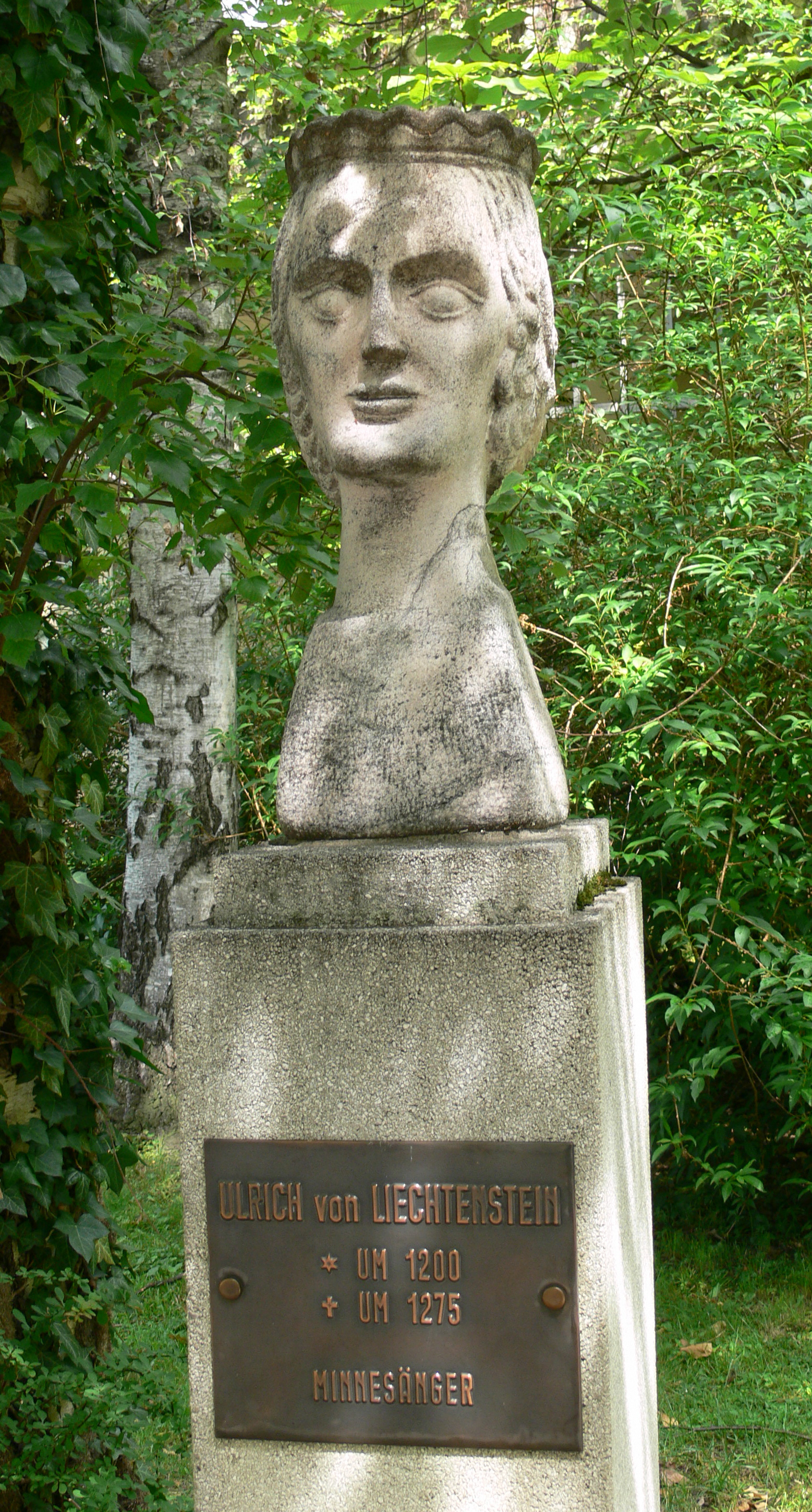
Ulrich-von-Liechtenstein-Büste in der Grazer Burg

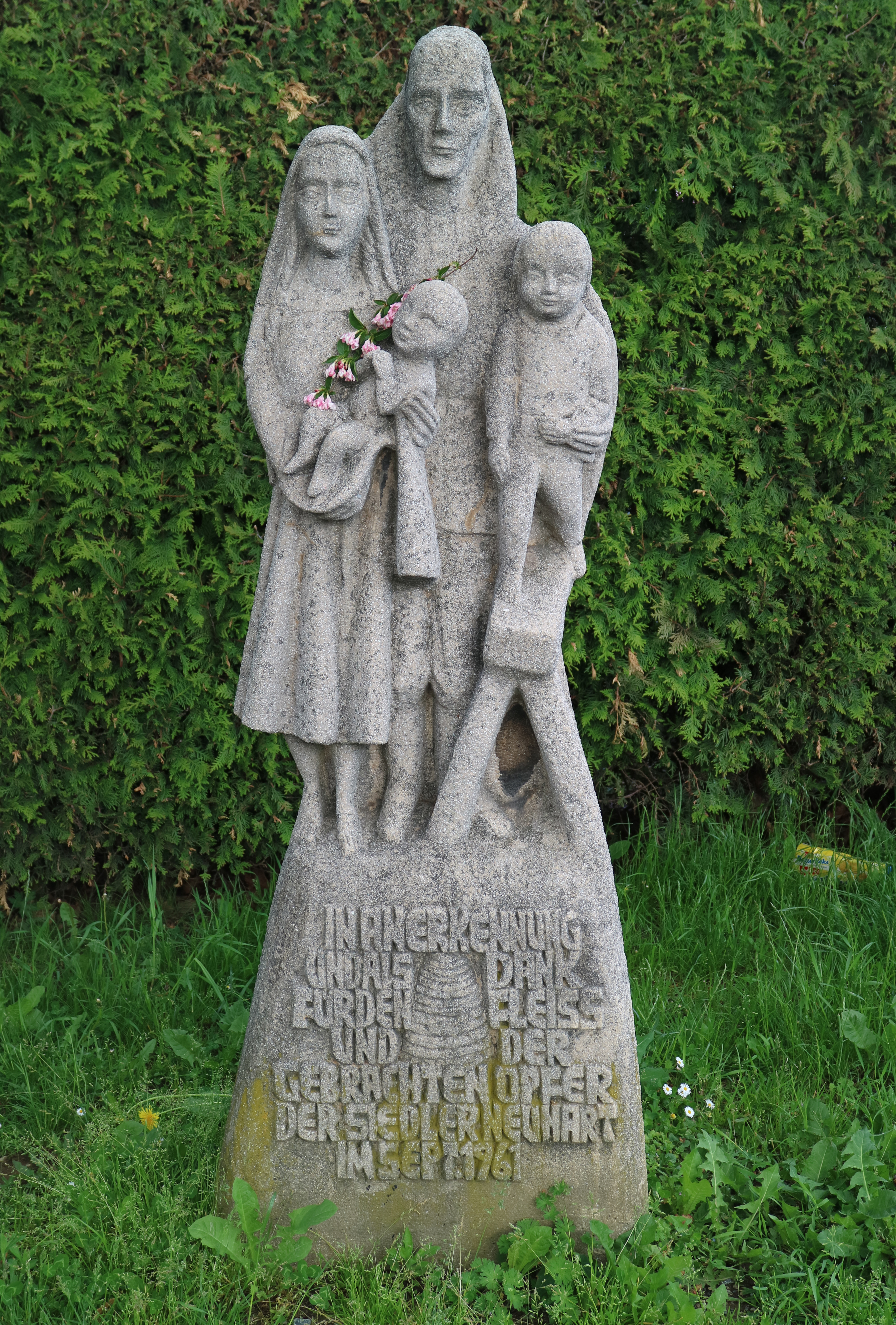
Siedler-Ehrenmal in Graz-Neuhart

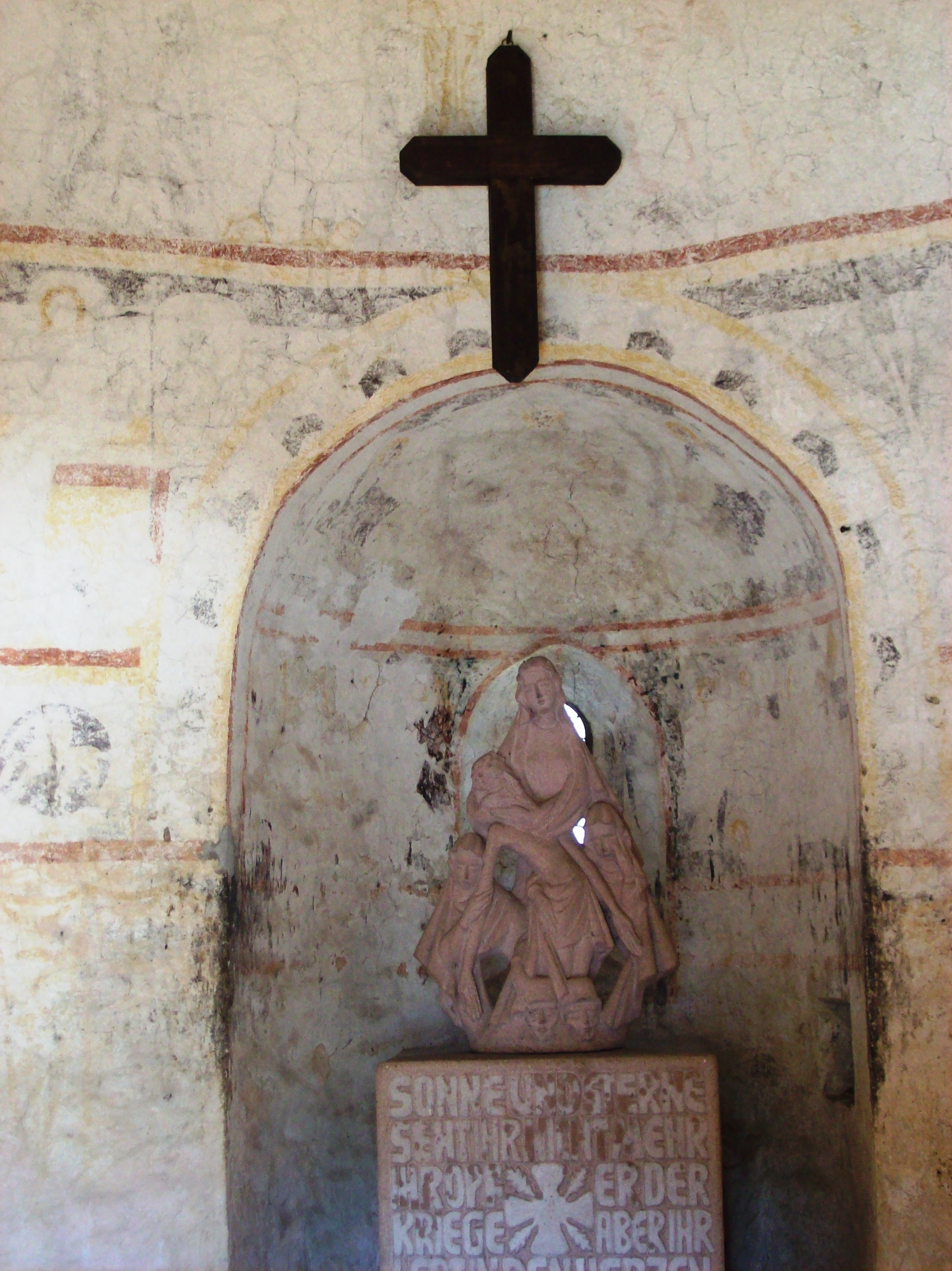
Pietà im Friedhofskarner von St. Marein bei Neumarkt

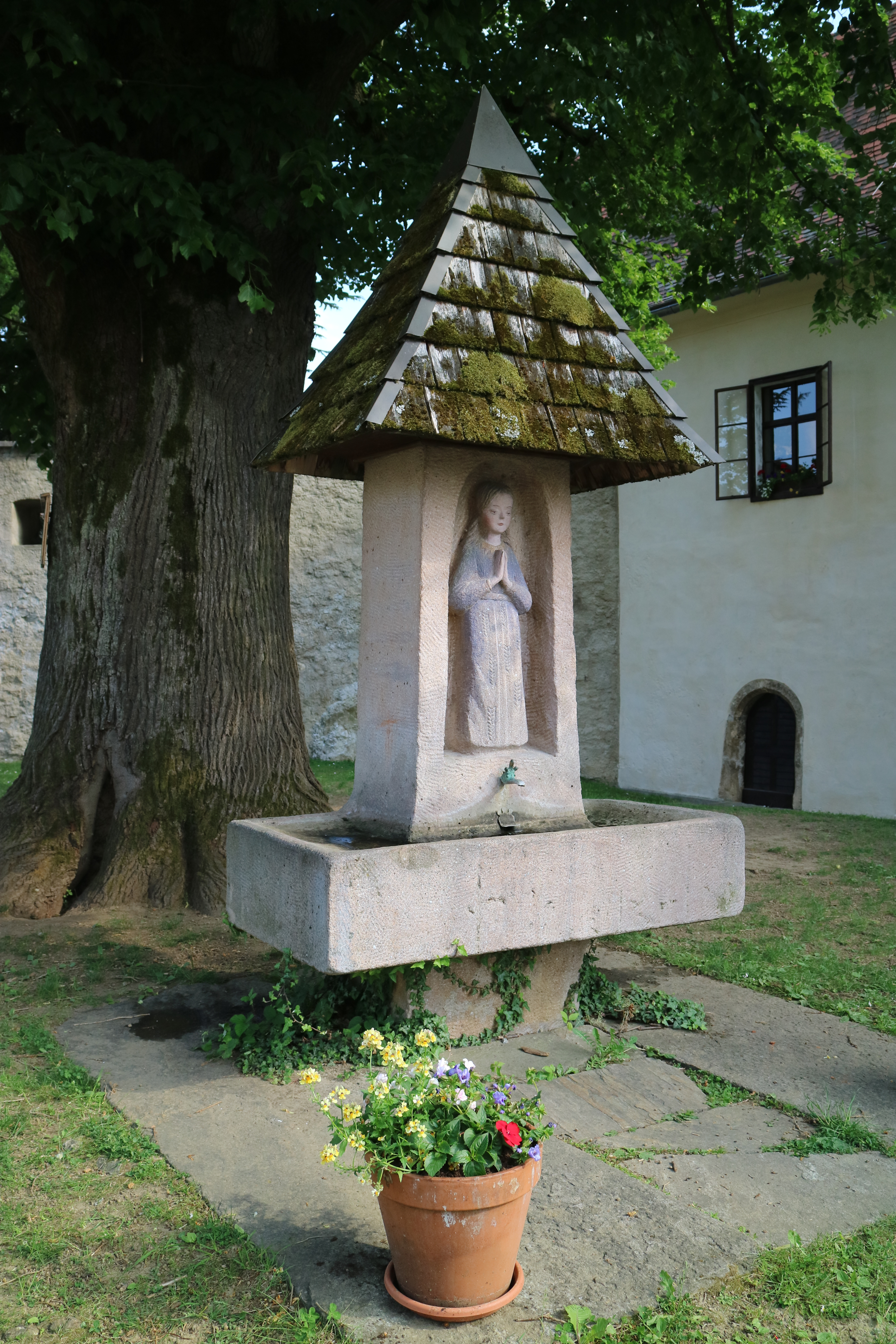
Brunnen vor der Kirche Maria Straßengel

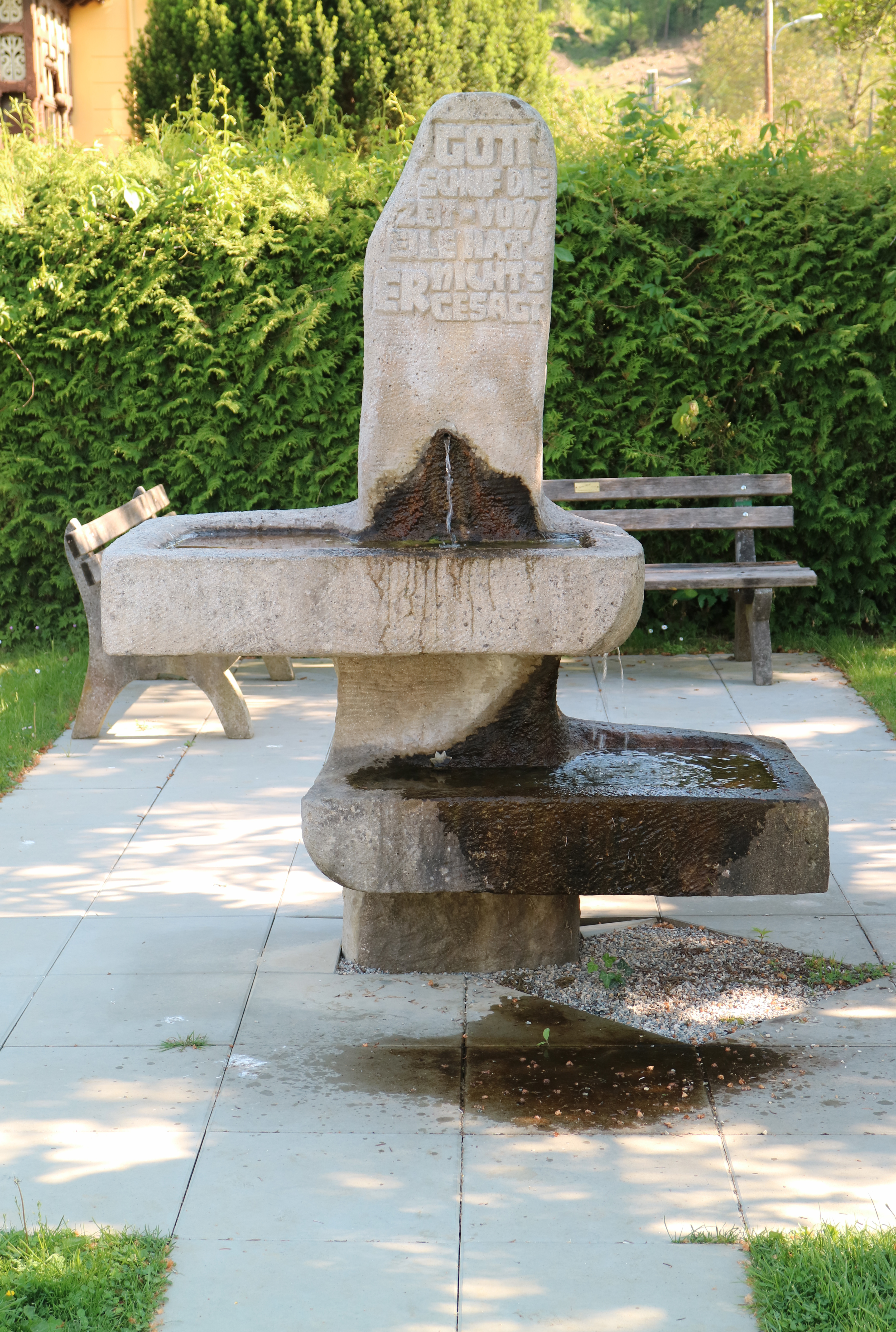
Brunnen in Judendorf-Straßengel

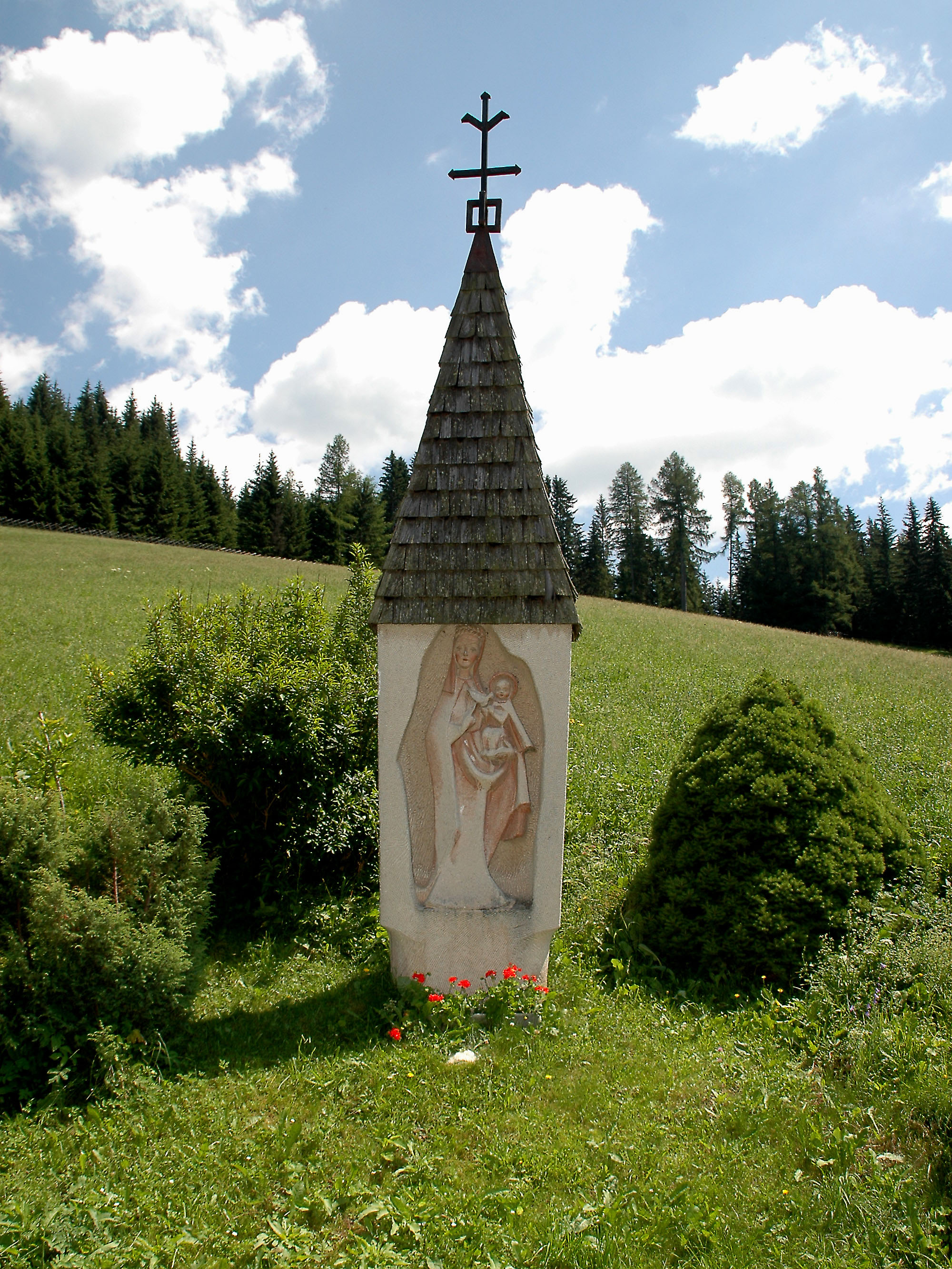
Bildstock in Kleinprethal

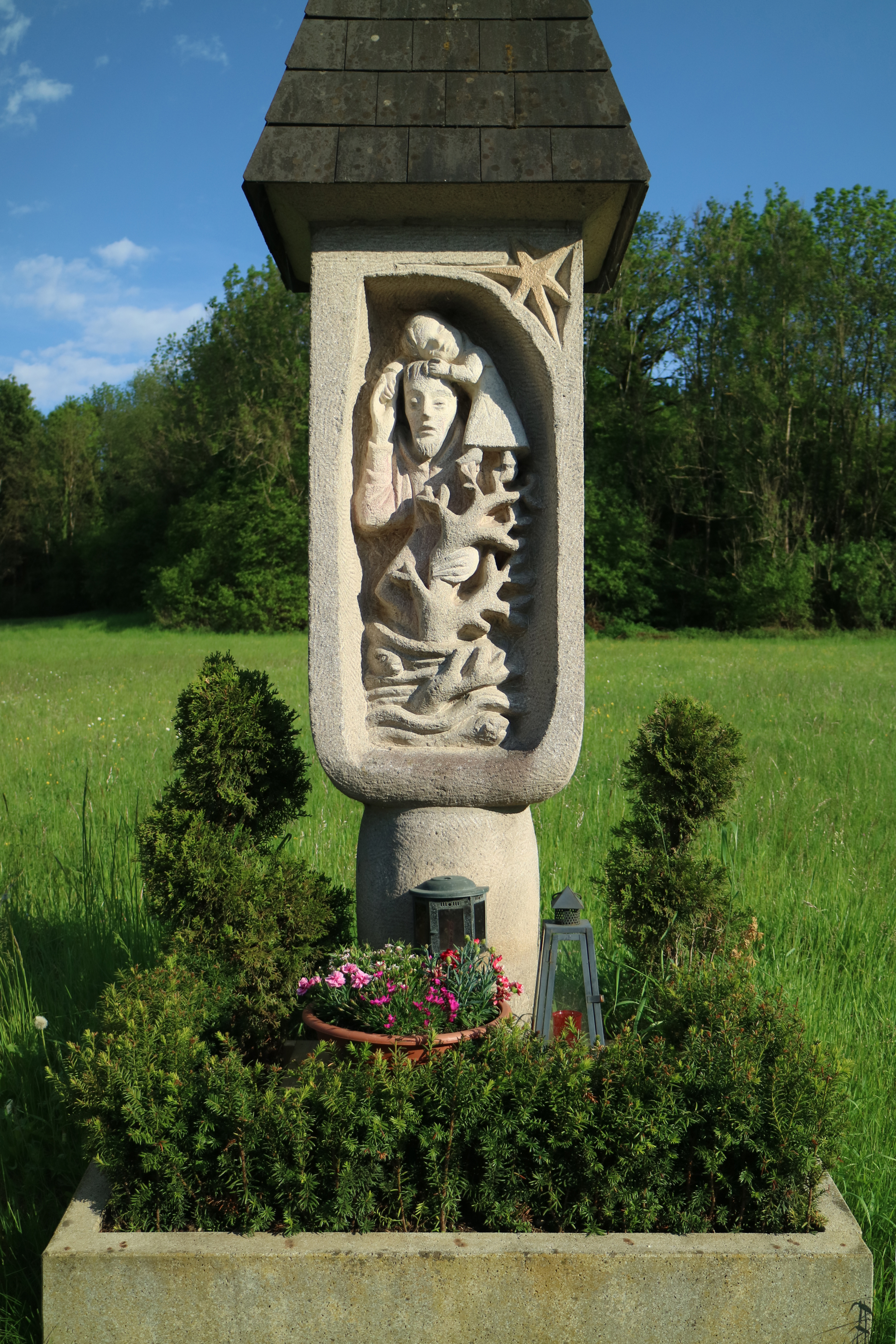
Marterl am Steinberg in Graz-Wetzelsdorf

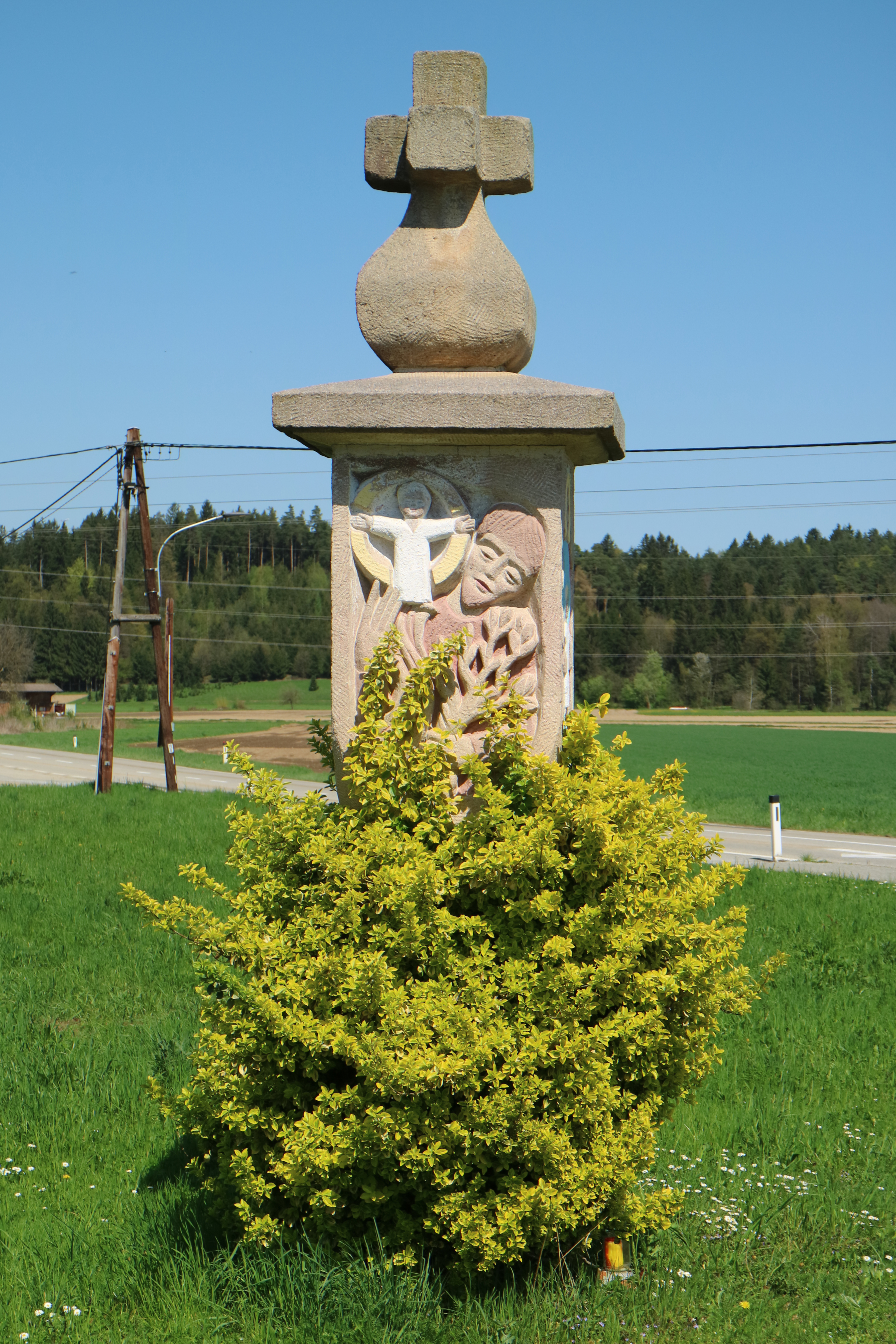
Bildstock in Dietersdorf

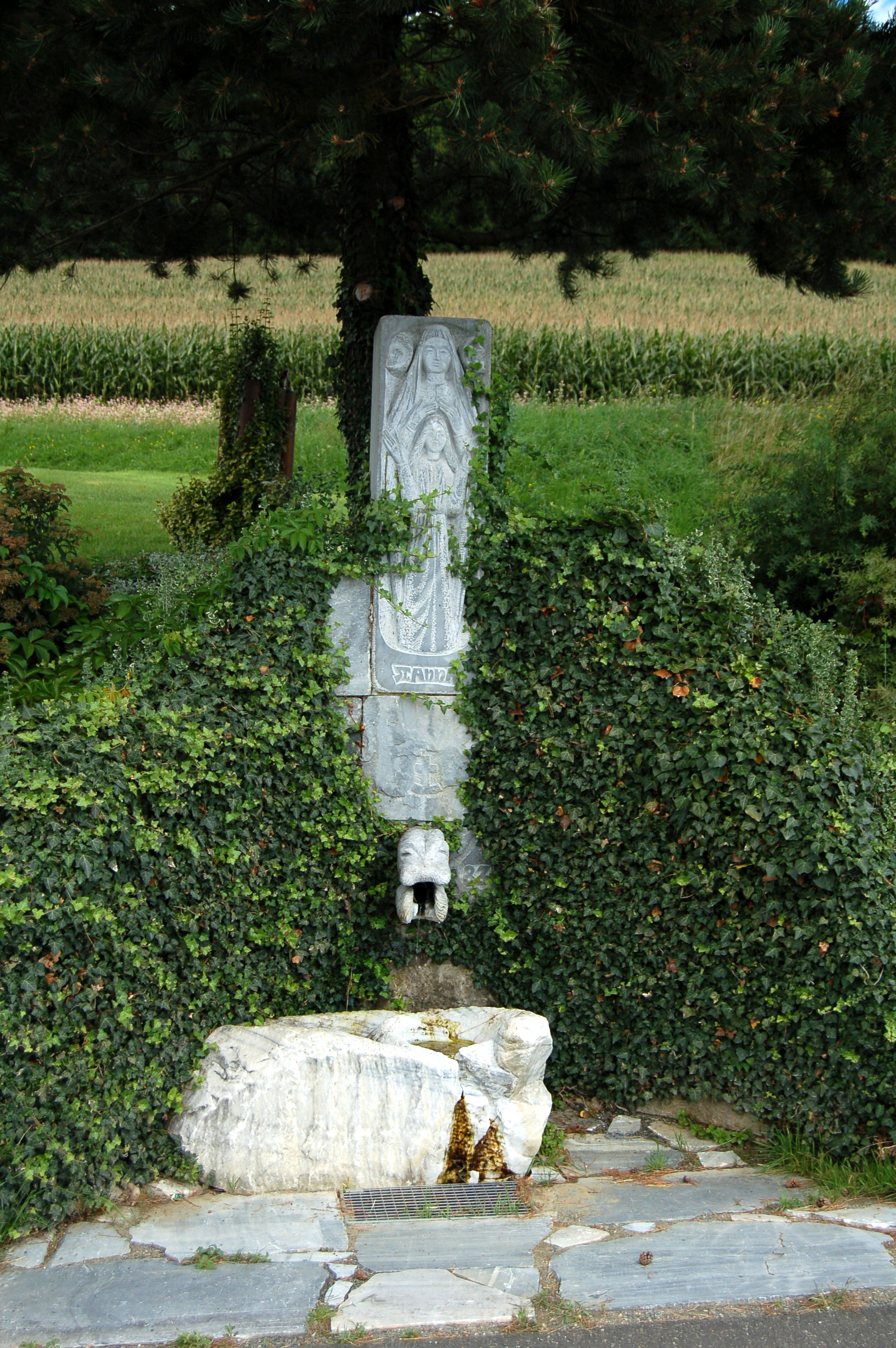
Annabründl in Flattendorf

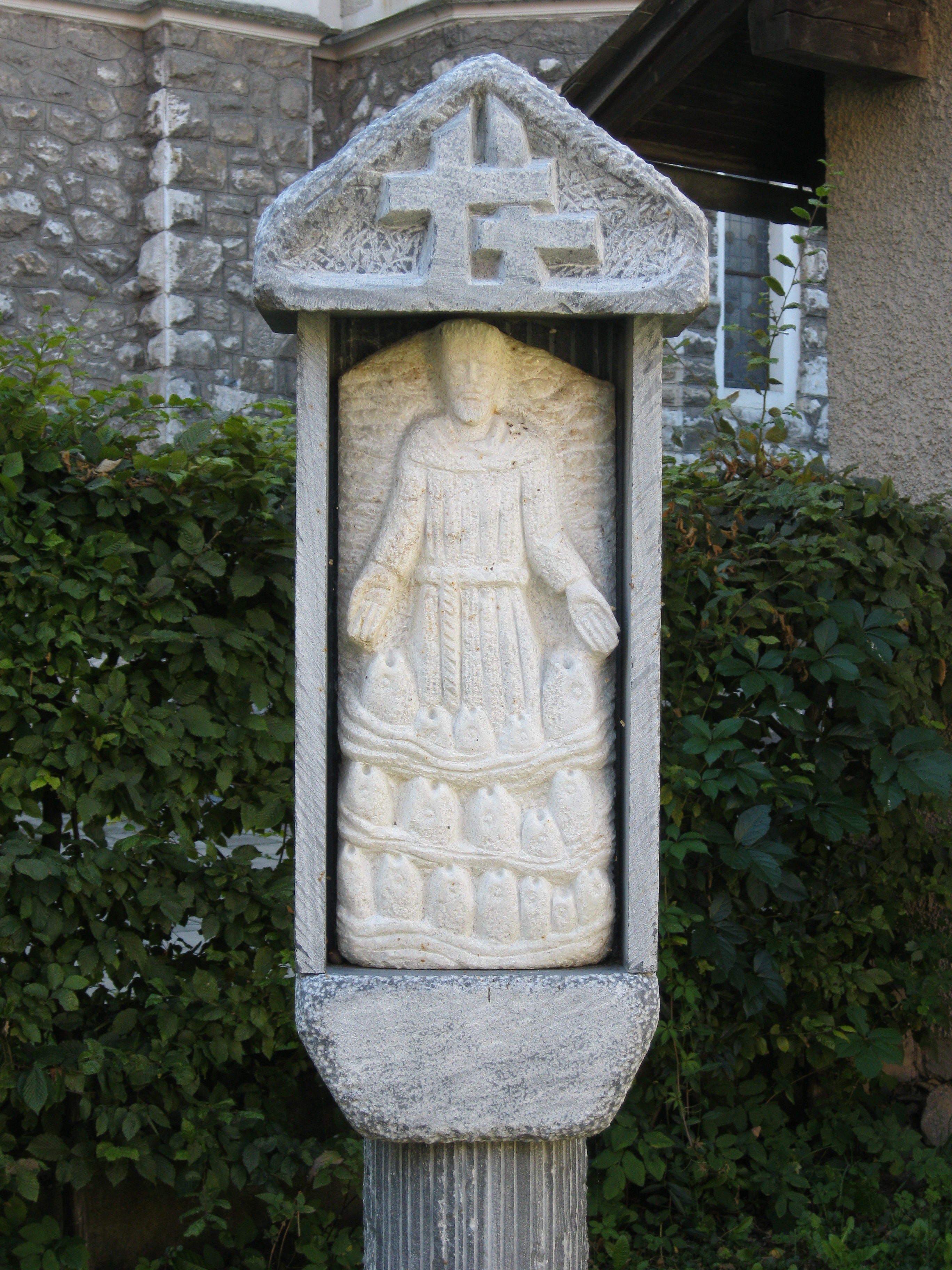
Antoniusbildstock im Pfarrhof Weißkirchen

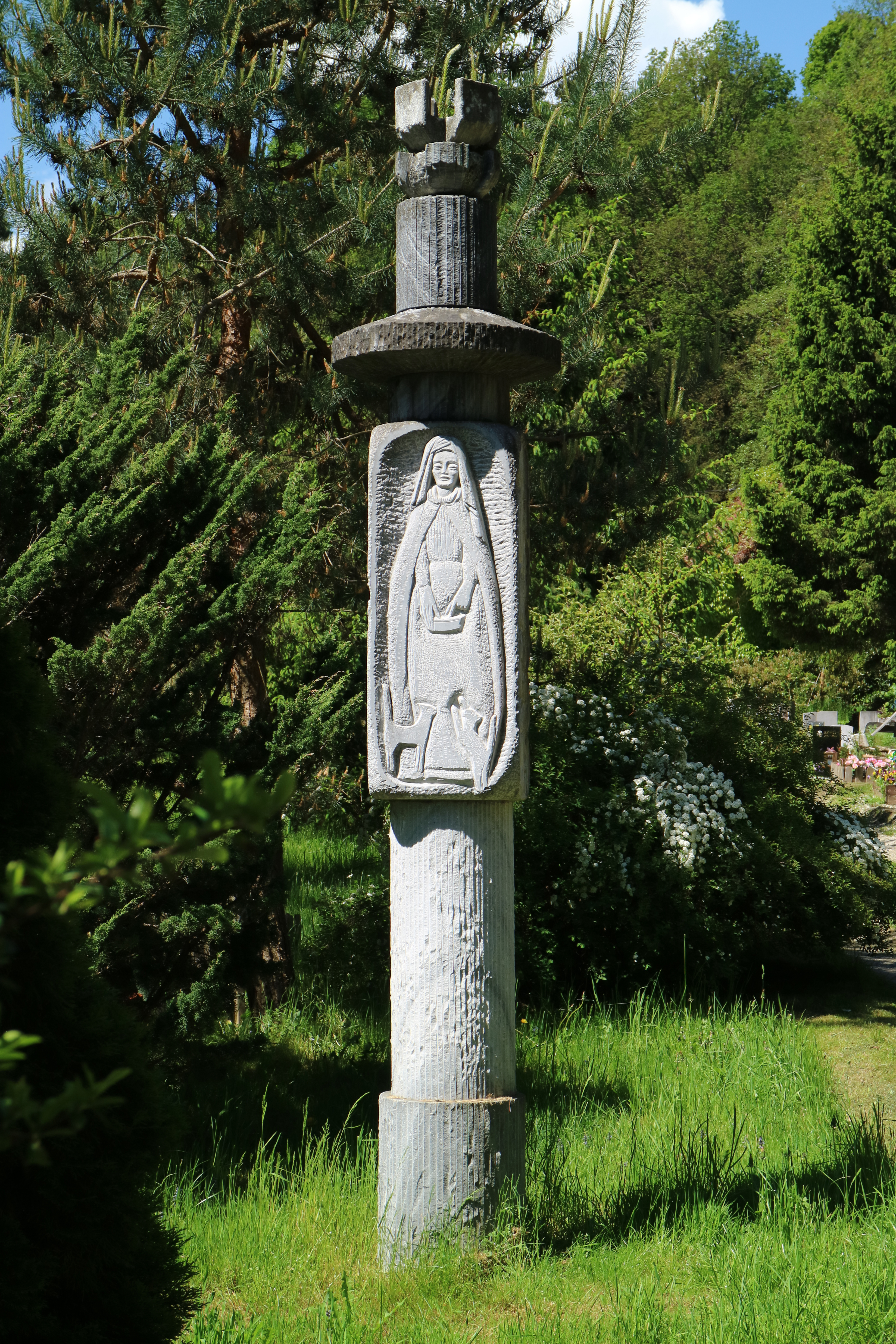
Bildsäule am Tierfriedhof Pirka

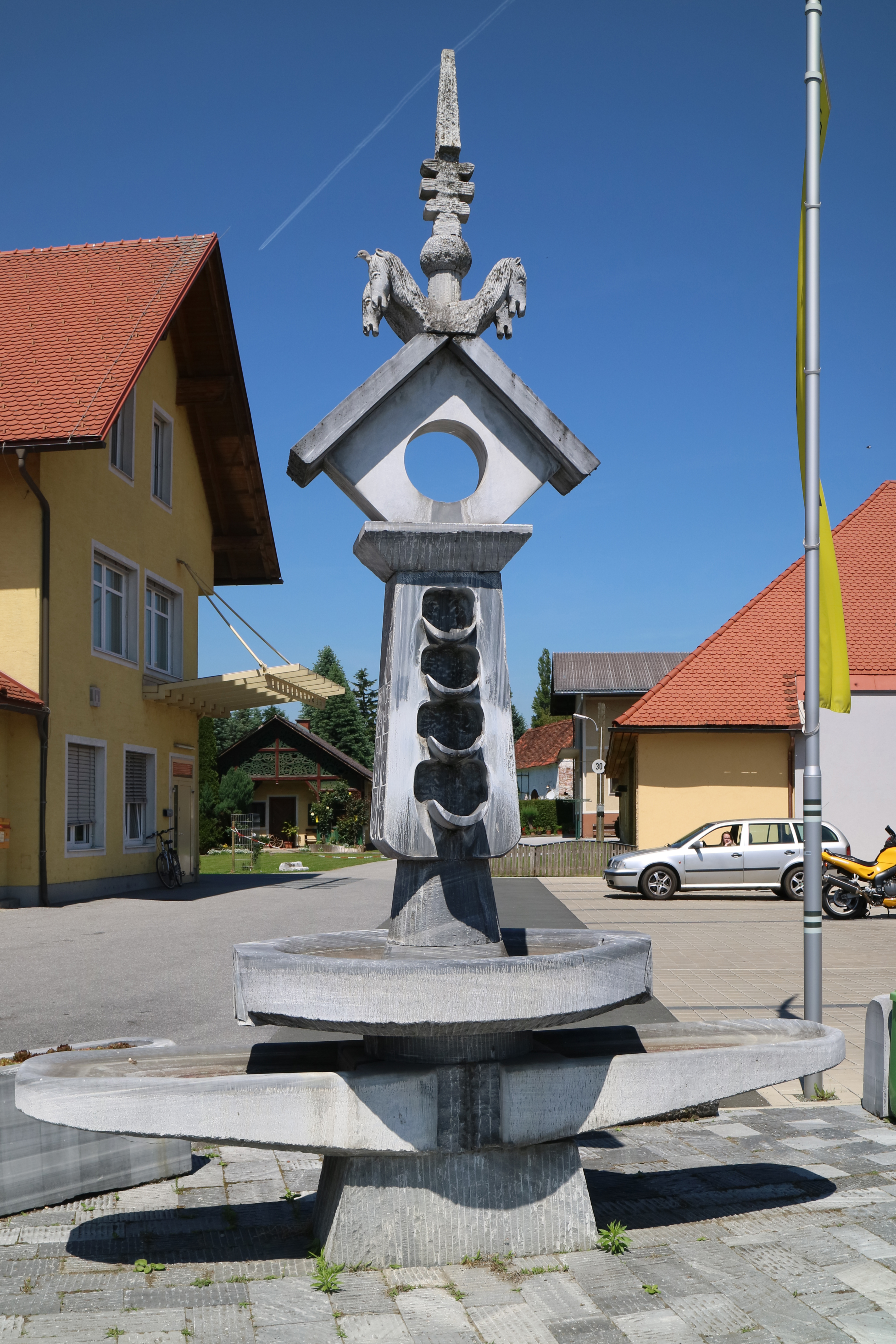
Dorfbrunnen in Krottendorf-Gaisfeld

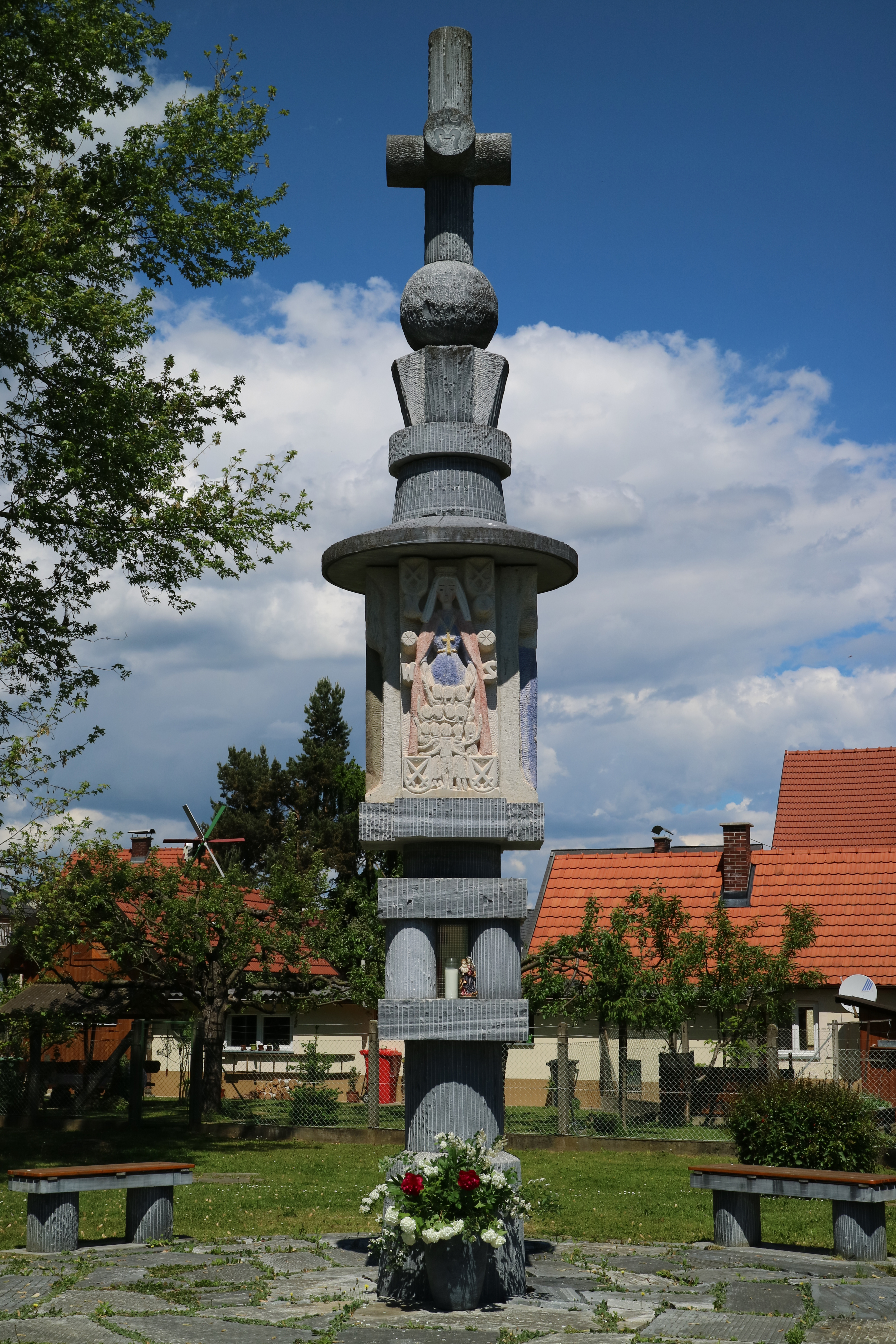
Schutzmantelmadonna in Neuseiersberg

### Brunnen
- 1967: Brunnen vor der Wallfahrtskirche Maria Straßengel
- 1967: Brunnen in Judendorf-Straßengel
- 1980: Brunnen bei der Pöllmühle in Preding
- 1982: Jakobsbrunnen in Kaindorf
- 1982: Annabründl in Flattendorf[9]
- 1984: Dorfbrunnen in Söding
- 1986: Dorfbrunnen in St. Johann ob Hohenburg
- 1987: Brunnen vor der Raiffeisenkasse Stallhofen („Bankräuberbrunnen“)
- 1989: Franziskusbrunnen in Köflach
- 1991: Eduard-Walcher-Brunnen in Ligist
- 1992: Dorfbrunnen in Krottendorf-Gaisfeld
- 1994: Erhardibründl unter der Pfarrkirche Sankt Erhard in der Breitenau
- 1995: Raiffeisenbrunnen in Edelschrott
- 1995: Barbarabrunnen in Voitsberg
- 1997: Dorfbrunnen in St. Marein im Lavanttal
- 2003: Frauenbrunnen in Geistthal

### Denkmäler

#### Personenbezogene Denkmäler
- 1959: Ulrich-von-Liechtenstein-Büste in der Ehrengalerie der Grazer Burg
- 1961: Siedler-Ehrenmal in Graz-Neuhart
- 1962: Gedenksäule für Andreas Weißenbäck in St. Lorenzen am Wechsel
- frühe 1960er Jahre: Karl-Fürnschuß-Denkmal in Oberwölz
- 1966: Prof.-Hanns-Koren-Gedenkstätte in St. Bartholomä
- 1966: Pangraz-Fuchs-Denkmal in Hausmannstätten
- 1968: Wandrelief der ehemaligen Firma Lapp-Finze AG in Kalsdorf bei Graz
- 1989: Martin-Zeiller-Pfad in Ranten
- 1989: Gedenktafel am Geburtshaus von Martin Zeiller in Ranten
- 1991: Krndija-Denkmal in Voitsberg
- 1996: Anton-Wildgans-Gedenkstätte in St. Martin am Wöllmißberg

#### Ereignisbezogene Denkmäler
- 1959: Kriegerdenkmal in Wies
- 1960: Kriegerdenkmal in Perchau am Sattel
- 1962: Kriegerdenkmal in Greith (St. Marein bei Neumarkt)
- 1962: Kriegerdenkmal in Pack
- 1963: Kriegerdenkmal in Stiwoll
- 1964: Kriegerdenkmal in Jagerberg
- 1964: Kriegerdenkmal in Oberhaag
- 1966: Pietà im romanischen Karner von St. Marein bei Neumarkt
- 1967: Kriegerdenkmal in Pichling (Georgsberg)
- späte 1960er Jahre: Kriegerdenkmal in St. Katharina an der Wiel (St. Oswald ob Eibiswald)
- 1969: Kriegerdenkmal in Lieboch
- 1969: Kriegerdenkmal in Trahütten
- 1970: Kriegerdenkmal in Feldkirchen bei Graz
- 1979: Gedenkbildstock in Zwaring-Pöls
- 1981: Kriegerdenkmal in Kaindorf
- 1981: Steinkreuz in Gleinstätten
- 1985: Kriegerdenkmal in Lebring-St. Margarethen
- 1986: Kriegerdenkmal in Groß St. Florian
- 1987: Kriegerdenkmal in St. Johann ob Hohenburg
- 1987: Evangeliensäule am Friedhof in St. Johann ob Hohenburg
- 1988: Gedenkstein 1938–1988 in St. Marein bei Graz
- 1991: Kriegerdenkmal in Tiefenbach bei Kaindorf
- 1996: Kriegerdenkmal in Frauental an der Laßnitz

### Wandreliefs und Mosaike
- frühe 1950er Jahre: Nikolausrelief beim Vlg. Weingartbauer in Kowald
- 1954/56: Reliefs für die Kreuzwegsäulen des Judenburger Kalvarienberges
- 1959: Pietà-Relief an der Pfarrkirche Sankt Martin am Wöllmißberg
- 1966: Relief an der Außenseite der Raiffeisenbank Seiersberg
- 1967: Relief am Feuerwehrhaus in Wildon
- 1967: Landplagenbild und Mosaik Hl. Barbara im Rathaus von Voitsberg
- 1972: Wandreliefs im straßen- und parkplatzseitigen Eingangsbereich der Raiffeisenbank Voitsberg
- 1975: Reliefwerke an der ostseitigen Außenwand und in der Schalterhalle der Raiffeisenkasse Bärnbach
- 1977: Mosaikwand mit Hochrelieffiguren in der Raiffeisen-Landesbank in Raaba
- 1979: Reliefgestaltungen im Eingangsbereich der Raiffeisenbank Ligist

### Metallarbeiten
- Mitte der 1960er Jahre: Kupfergetriebene Skulptur am Bankgebäude der Raiffeisenbank Voitsberg
- 1967: Schmiedeeisernes Friedhofstor in St. Johann ob Hohenburg
- 1979: Reliefs aus Bronzeguss in der Raiffeisen-Bank Ligist

### Freiplastische Figuren
- um 1950: Plastik Kluge Jungfrau und Hl. Notburga im Schloss Retzhof
- 1953: Drei Rundplastiken in der Ländlichen Haushaltungsschule Hanns Koren in Maria Lankowitz
- 1953: Figurengruppe Hl. Maria Goretti oder Tugend und Laster
- 1954: Madonna am Wölkerkogel auf der Stubalm
- 1955: Statue der hl. Barbara vor der Pfarrkirche Bärnbach
- 1955: Holzstatue der hl. Katharina für Prof. Franz Weiß im Tregisttal bei Voitsberg
- 1956: Hemma-Säule in Admont
- 1950er Jahre: Rundplastik Lesendes Mädchen und Hl. Notburga im Garten des Schlosses St. Martin in Graz
- 1958: Rundplastiken beim Vlg. Weingartbauer in Kowald
- 1959: Zwei-Heiligen-Denkmal am Friedhofseingang in St. Martin am Wöllmißberg
- 1959: Kögerlmadonna in Edelschrott
- 1959: Statue Hl. Anna mit Maria in der Wallfahrtskirche Maria Lankowitz
- vor 1960: Sandsteinmadonna im Hof der Stiegenkirche in Graz
- um 1960: Plastik Hl. Maria Goretti im Pfarrhof Sinabelkirchen
- frühe 1960er Jahre: Wachsmadonna im Privatbesitz von August Gößler, Edelschrott
- 1960/61: Statue Hl. Nikolaus in Stubenberg
- 1962: Statue Hl. Christophorus an der Kapelle in Krottendorf bei Ligist
- frühe 1960er Jahre: Christophorus-Standbild in Edelschrott
- 1962: Standplastik Hl. Notburga in Jagerberg
- 1964: Madonna mit Kind am Steinberg
- 1964: Maria mit Kind und Hl. Notburga bei der Pestsäule in Ligist
- 1968: Schutzmantelbarbara in St. Jakob-Breitenau
- 1968: Steinfiguren Maria mit Kind und Hl. Christophorus vor der Kirche in Ottendorf an der Rittschein
- 1970/71: Sandsteinfigur Hl. Christophorus und Halbrelief Hl. Margarethe in St. Margarethen an der Raab
- 1971: Wachsfigur Hl. Laurentius im Pfarrhof Gleinstätten
- 1974: Statue Hl. Barbara in der Gedächtniskirche für Papst Johannes XXIII. in Pichling bei Köflach
- 1976: Steinplastik Hl. Barbara in einer Nische des Gasthauses Lorber in Köflach
- 1978: Steinplastik Hl. Elisabeth in Bad Radkersburg
- 1996: Drei Steinpoller vor der Volksschule St. Marein im Lavanttal[10]

### Gestaltungselemente in Sakralbauten
- 1965: Sommerebenkapelle bei St. Stefan ob Stainz
- 1967: Außenwandreliefs der Kapelle der Landwirtschaftlichen Fachschule Grottenhof-Hardt in Thal
- 1970/71: Bodenkanzel, Taufbecken und Kerzenstele in der Pfarrkirche St. Margarethen an der Raab
- 1971: Bodenkanzel, Volksaltar, Taufbecken und Kerzenstele in der Pfarrkirche St. Bartholomä in Bad Gams
- frühe 1970er Jahre: Krippenfiguren in der Pfarrkirche St. Johann ob Hohenburg
- 1975/97: Dorfkapelle in Krumegg
- 1984: Bodenkanzel und Taufbecken in der Pfarrkirche Frauental
- 1984: Aufbahrungshalle in Lebring-St. Margarethen
- 1985: Aufbahrungshalle in Stallhofen
- 1988: Zellerkreuzkapelle in Weißkirchen

### Religiöse Flurdenkmäler

#### Bildstöcke
- 1959: Christophorus-Bildstock in Stanz im Mürztal
- 1960: Marienbildstock in Dietenberg (Ligist)
- 1962: Heimatkreisbildstock in Kleinwöllmiß (St. Martin am Wöllmißberg)
- 1962: Bildsäule in Preding
- 1964: Bildstock Herrgott auf der Wies in Ligist
- 1965: Bildstock Maria als Schäferin in St. Johann ob Hohenburg
- 1965: Nikolausbildstock in Södingberg
- 1966: Bildstock Hl. Margarethe in Lebring-St. Margarethen
- 1967: Bildstock am Kirchplatz in Halbenrain
- 1967: Zwei Bildsäulen bei der Volksschule in Ligist
- 1967: Bildstock in Obgrün Nr. 1 in Hainersdorf
- 1967: Bildsäule Hl. Martin in Trahütten
- 1967: Moarbildstock in Kleinprethal
- 1968: Christophorusbildstock in Kalsdorf bei Graz
- um 1970: Pietà-Bildstock in Ilz
- um 1970: Madonna in der Wendlkapelle in Kleinwöllmiß (St. Martin am Wöllmißberg)
- um 1970: Schutzmantelmadonna in der Görikapelle in St. Martin am Wöllmißberg
- um 1970: Berskreuz bzw. Wirtgregorkreuz in Edelschrott
- um 1970: Grenzlandbildstock bei Mureck
- um 1970: Marienbildsäule in Osterwitz
- 1970: Bildstock in Hirschegg
- 1971: Poncza-Bildstock in Edelschrott
- 1971: Bildstock beim Lorenzbauer in Ligistberg
- 1973: Achamkreuz bzw. Hubertusbildstock in Edelschrott
- 1973: Pestkreuz in Pack Nr. 105
- 1974: Marienbildstock in Schrötten bei Hengsberg
- 1974: Schutzmantelmadonna-Bildstock vor der Gedächtniskirche für Papst Johannes XXIII. in Pichling bei Köflach
- 1974: Amonbildstock in Hirschegg Nr. 38
- 1975: Kirchbichlkreuz in Wolfsberg[11]
- 1975: Franziskusbildstock in Eppenstein
- 1975: Schwentner-Kreuz in Hitzendorf
- 1976: Marienbildstock in Prebensdorfberg (Ilztal)
- 1977: Bildstock auf dem Parkplatz zwischen Steinberg und Hitzendorf
- 1977: Bursibauer-Kreuz in Stallhofberg
- 1978: Bildstock in Unterbergla
- 1978: Bildstock in Preding
- 1979: Zwei Bildstöcke bei Schloss Münichhof in Södingberg
- 1981: Bildstock in Dietersdorf (Zwaring-Pöls)
- 1984: Trieblbauerkreuz in Stallhofberg
- 1988: Antoniusbildstock in Weißkirchen
- 1991: Margarethenbildsäule in St. Margarethen an der Raab
- 1992: Eckhard-Bildstock in Steinberg
- 1992: Auenkreuz am Stadtrand von Wolfsberg
- 1995: Schutzmantelmadonna-Bildstock in Seiersberg

#### Hauskreuze und Marterln
- um 1960: Schmidbauerkreuz am Lobmingberg
- 1970: Kreuz im Kirchhof von Ligist
- 1976: Marterl an der Steinbergstraße in Thal
- 1978: Rieglerkreuz in Krottendorf-Gaisfeld
- 1987: Zigöllerkreuz in Köflach
- 1993: Gedenkstein in St. Hemma

#### Totenleuchten
- um 1960: Totenleuchte in Maria Lankowitz
- 1960er Jahre: Totenleuchte am Friedhof in Frauental an der Laßnitz
- um 1970: Totenleuchte in Hirschegg
- um 1970: Totenleuchte vor dem Friedhof in St. Margarethen an der Raab
- 1971: Totenleuchte vor dem Friedhof in Groß St. Florian
- frühe 1970er Jahre: Totenleuchte auf dem Friedhof in Mariazell
- 1981: Totenleuchte am Friedhof in Schönberg bei Niederwölz
- 1997: Totenleuchte auf dem Friedhof in Hitzendorf

#### Friedhofsgestaltungen
- 1960: Friedhofskreuz in Mooskirchen
- 1965: Grabmal Familie Purr am Friedhof in Groß Sankt Florian
- um 1970: Friedhofskreuz in St. Margarethen an der Raab
- 1973: Friedhofskreuz in Hengsberg
- 1975: Friedhofskreuz in St. Marein bei Graz
- 1976: Friedhofskreuz in Langenwang
- 1976: Friedhofskreuz in Weißkirchen
- 1991: Bildsäule auf dem Tierfriedhof in Pirka